# Kakasd
Kakasd là một thị trấn thuộc hạt Tolna, Hungary. Thị trấn này có diện tích 20,79 km², dân số năm 2010 là 1613 người, mật độ 78 người/km².